# Вах
 Тази статия е за реката в Русия.  За реката в Словакия вижте Вах (Словакия).  
Вах е река в Русия, Западен Сибир, Ханти-Мансийски автономен окръг, Тюменска област, десен приток на река Об.
Дължината ѝ е 964 km, което ѝ отрежда 49-о място по дължина сред реките на Русия.
Река Вах води началото си от източната, гориста (тайга) и заблатена част на Западносибирската равнина, на 144 m н.в., на вододела с река Енисей, в крайната част на Ханти-Мансийски автономен окръг, Тюменска област. По цялото си протежение реката протича през заблатената източна и централна част на Западносибирската равнина, в посока изток-запад. Руслото на Вах изобилства със стотици меандри, изоставени старици, малки езера и блата, а течението е бавно. Влива се отдясно в река Об при нейния 1730 km, на 17 m н.в., на 10 югоизточно от град Нижневартовск, Ханти-Мансийски автономен окръг.
Водосборният басейн на Вах обхваща площ от 76 700 km2, което представлява 2,57% от водосборния басейн на река Об. Във водосборния басейн на реката попадат източните части на Ханти-Мансийски автономен окръг.
Границите на водосборния басейн на реката са следните:
- на северозапад – водосборните басейни на реките Ватински Йоган и Тромъйоган, десни притоци на Об;
- на север – водосборните басейни на реките Пур и Таз, вливащи се в Карско море;
- на изток – водосборния басейн на река Енисей;
- на юг – водосборните басейни на река Тим и други по-малки, десни притоци на Об.

Река Вах получава около 70 притока с дължина над 10 km, като 5 от тях са с дължина над 200 km:
- 662 ← Кисъйоган 205 / 5600, на 26 km югоизточно от село Корлики
- 496 ← Кулинигол 367 / 7390
- 470 → Мегтигъйоган 36 / 7390
- 402 ← Сабун 328 / 15 700, при село Ларяк
- 195 ← Колекъйоган 457 / 12 200, при село Уст Колекъйоган

Подхранването на река Вах е предимно снежно и по-малко дъждовно. Пълноводието на реката е от май до август. Среден годишен отток на 253 km от устието 536 m3/s. Замръзва през октомври или началото на ноември, а се размразява в края на април или началото на май.
По течението на реката са разположени 6 населени места в Ханти-Мансийски автономен окръг, в т.ч. посьолок Излучинск.
Река Вах е плавателна на 432 km от устието си, до село Ларяк. Около долното течение на реката, в района на езерото Самотлор се намират най-големите находища на нефт в Русия. На 6 ноември 2014 г. официално е открит новия мост над реката при посьолок Излучинск, част от Северната автомагистрала Перм – Ханти-Мансийск – Сургут – Нижневартовск – Томск. Преди неговото изграждане през реката се преминаваше по временен понтонен мост.